# Noren, Medelpad
Noren är en sjö i Sundsvalls kommun i Medelpad och ingår i Ljungans huvudavrinningsområde. Sjön har en area på 1,5 kvadratkilometer och ligger 74,2 meter över havet. Sjön avvattnas av vattendraget Tälgslättån (Malungsån).

## Delavrinningsområde
Noren ingår i det delavrinningsområde (690381-156778) som SMHI kallar för Utloppet av Noren. Medelhöjden är 108 meter över havet och ytan är 8,12 kvadratkilometer. Räknas de 27 avrinningsområdena uppströms in blir den ackumulerade arean 219,36 kvadratkilometer. Tälgslättån (Malungsån) som avvattnar avrinningsområdet har biflödesordning 2, vilket innebär att vattnet flödar genom totalt 2 vattendrag innan det når havet efter 35 kilometer. Avrinningsområdet består mestadels av skog (72 procent). Avrinningsområdet har 1,5 kvadratkilometer vattenytor vilket ger det en sjöprocent på 18,4 procent.